# Col de la Vache (Isère)
Pour les articles homonymes, voir Col de la Vache.
Le col de la Vache est un col de France situé en Isère, dans la chaîne de Belledonne. À 2 556 mètres d'altitude, il est franchi par le sentier de grande randonnée 738 et par un itinéraire de randonnée à ski. Il permet de gagner le secteur des Sept Laux depuis la partie sud de la chaîne. Il domine le col des Sept Laux et le lac du Cos à l'est.

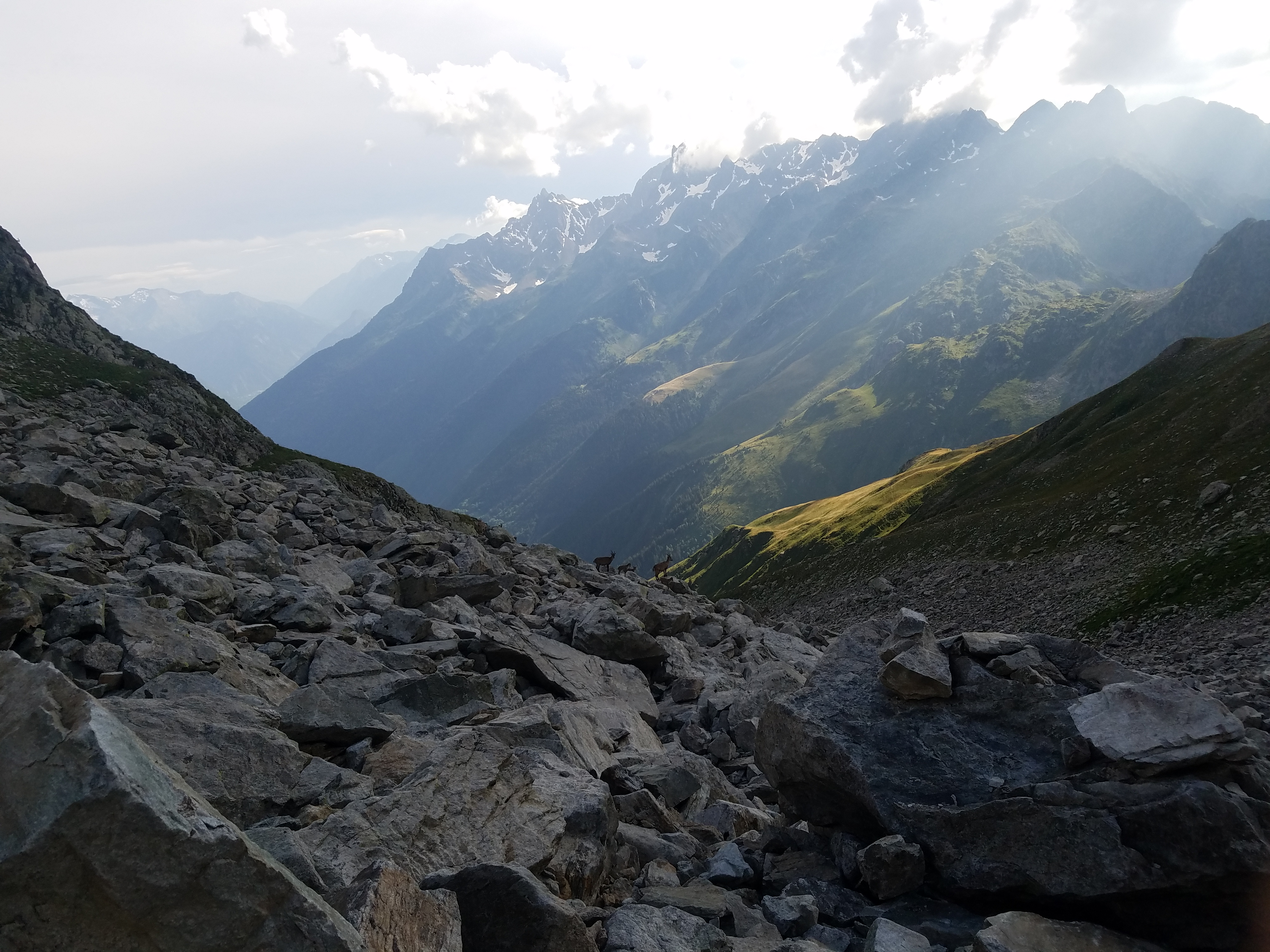
Le versant ouest du col de la Vache avec en face la partie méridionale de la chaîne de Belledonne.